# Hénin-sur-Cojeul
Hénin-sur-Cojeul è un comune francese di 479 abitanti situato nel dipartimento del Passo di Calais nella regione dell'Alta Francia.

## Società

### Evoluzione demografica
Abitanti censiti